# Les Gladiateurs les plus forts du monde
Pour plus de détails, voir Fiche technique et Distribution.
Les Gladiateurs les plus forts du monde (Gli schiavi più forti del mondo) est un péplum italien sorti en 1964, réalisé par Michele Lupo.

## Synopsis
Le tribun Marcus se rend à Rome à cause se sa sympathie pour les chrétiens. Il projette la construction d'un aqueduc aux frontières arides de l'empire. Le centurion Gaius, cruel et sans pitié, craint d'être remplacé par Marcus, et complote pour l'éliminer.

## Fiche technique
- Titre français : Les Gladiateurs les plus forts du monde[2]
- Titre original italien : Gli schiavi più forti del mondo
- Réalisation : Michele Lupo
- Scénario : Michele Lupo, Roberto Gianviti
- Genres : film d'aventure, péplum
- Musique : Francesco De Masi
- Production : Elio Scardamaglia pour Leone Film
- Photographie : Guglielmo Marcori
- Format d'image : 2.35:1
- Montage : Alberto Gallitti
- Durée : 96 min
- Effets spéciaux : Armando Grilli
- Costumes : Walter Patriarca
- Pays de production :  Italie
- Langue originale : italien
- Dates de sortie : 
  - Italie : 1964
  - France : 18 novembre 1970[2]

## Distribution
- Roger Browne : Marcus
- Gordon Mitchell : Balista
- Arnaldo Fabrizio : Golia
- Scilla Gabel : Claudia
- Aldo Pini : le traître
- Alfredo Rizzo : Efrem
- Giacomo Rossi-Stuart : Gaius
- Carlo Tamberlani : Lucius Terencius
- Germano Longo : Lucius Emilianus